# Greyfriars Bobby

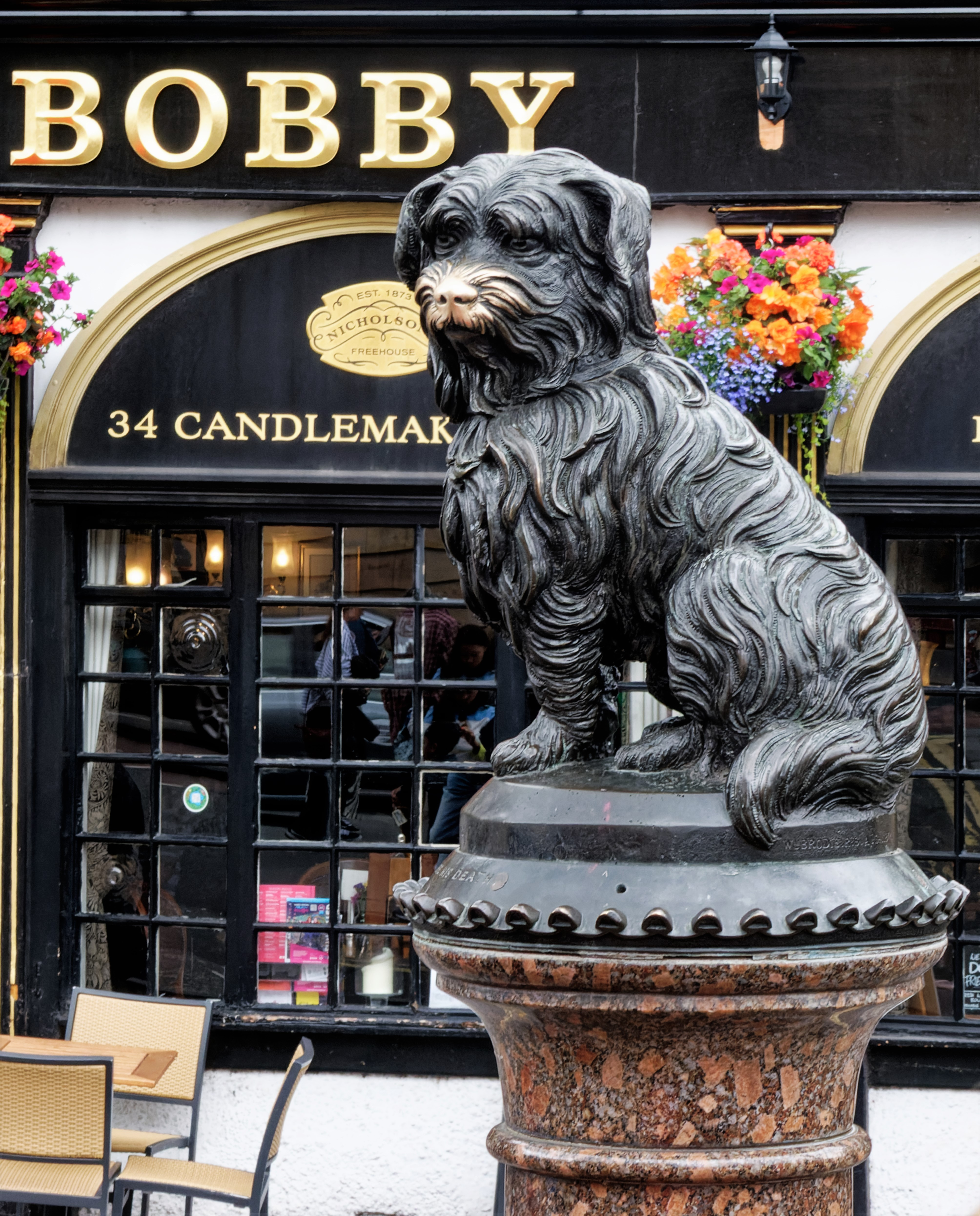
Denkmal für Greyfriars Bobby

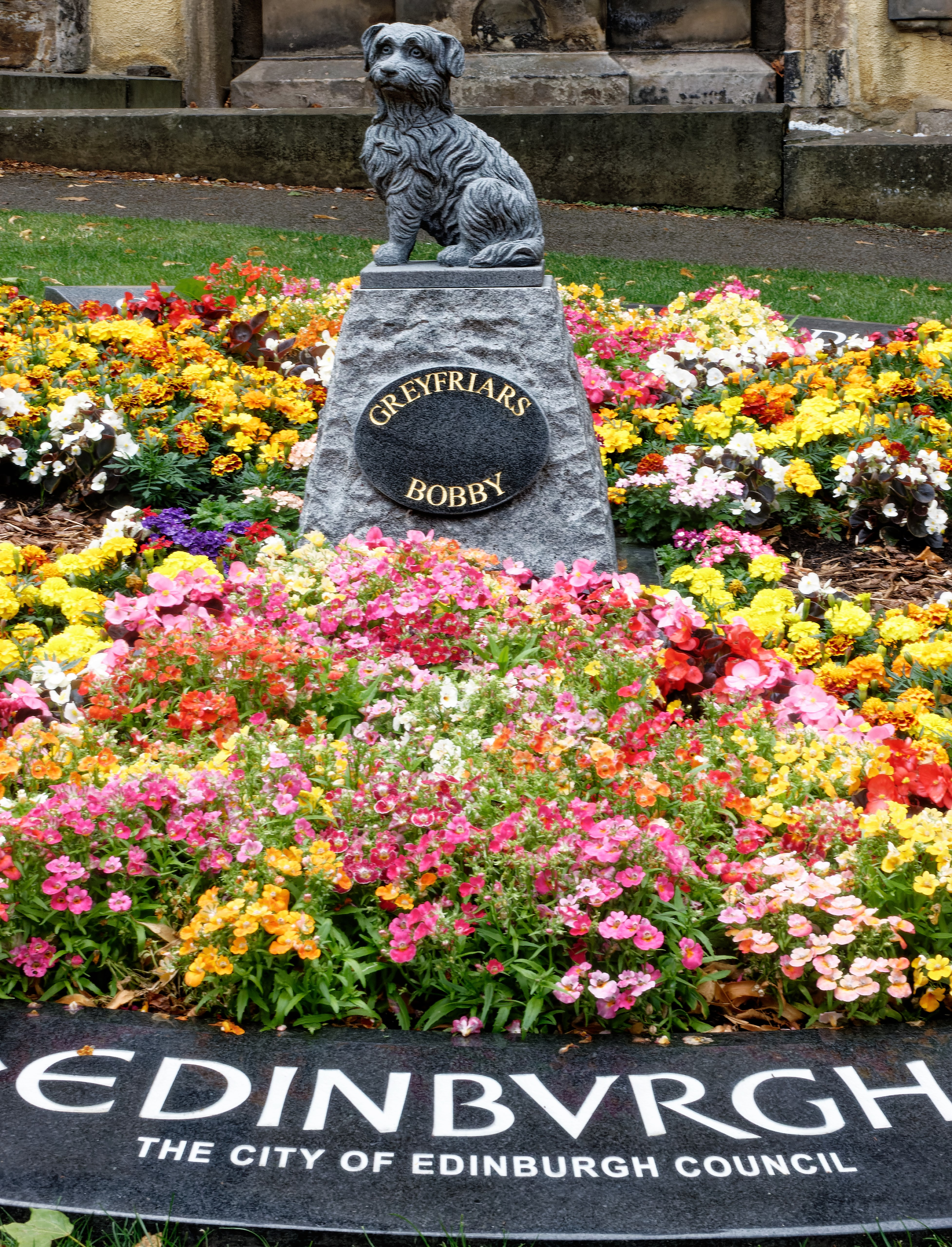
Das Denkmal vor dem Pub

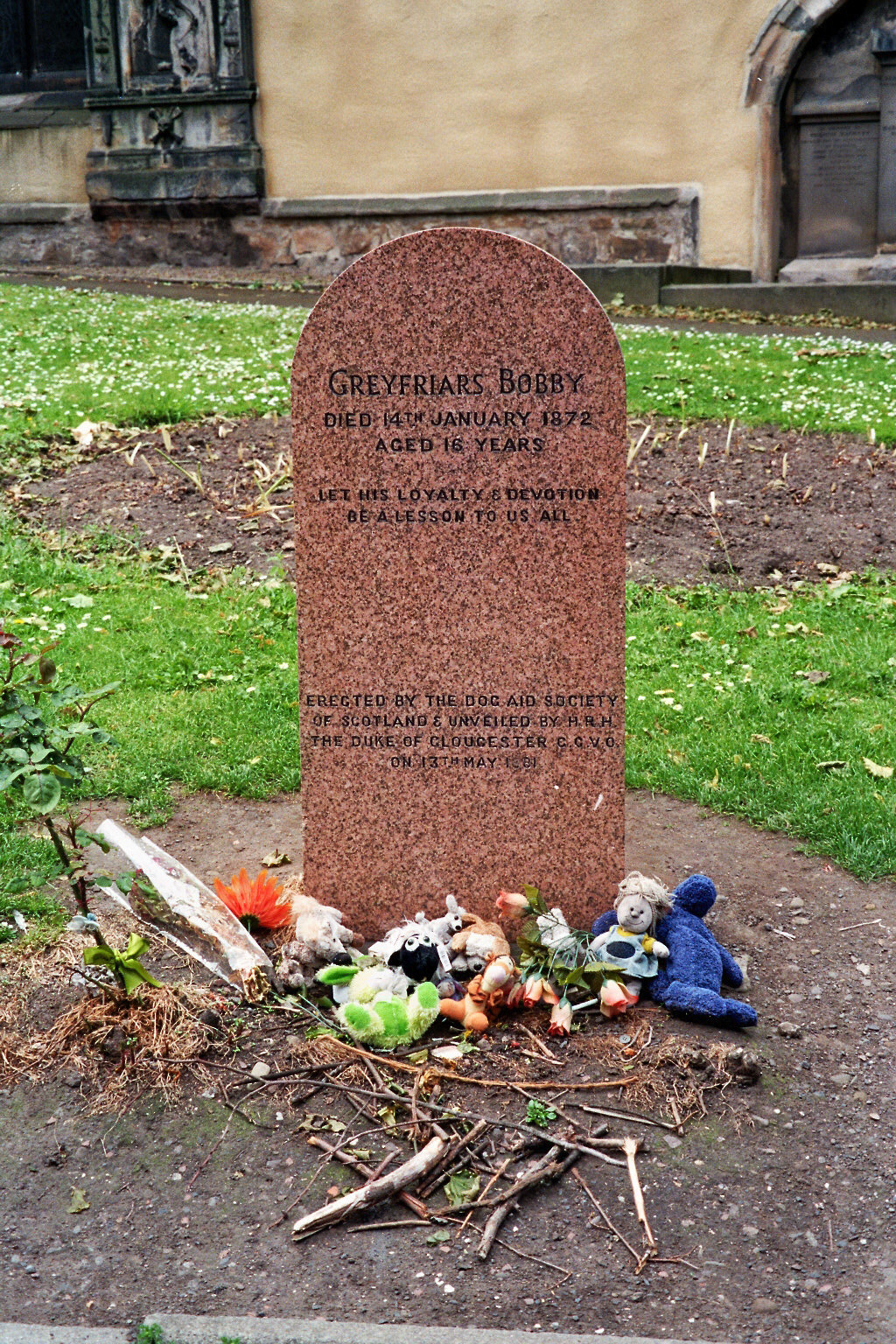
Grabstein für Greyfriars Bobby. Übersetzung der Inschrift: Greyfriars Bobby, gestorben am 14. Januar 1872 im Alter von 16 Jahren. Lasst seine Treue und Hingabe uns allen eine Lehre sein. Errichtet vom Schottischen Hundeschutzverein, enthüllt von Seiner Königlichen Hoheit dem Duke von Gloucester am 13. Mai 1881.

Greyfriars Bobby (* 1855/56, † 14. Januar 1872) war ein Skye Terrier im schottischen Edinburgh, der durch eine sagenhafte Treue zu seinem Herrn bekannt wurde.

## Geschichte
Bobby gehörte dem Polizisten John Gray und soll nach dessen Tod im Jahr 1858 die übrigen 14 Jahre seines eigenen Lebens an Grays Grab auf dem Kirchhof der Greyfriars Kirk in der Altstadt von Edinburgh verbracht haben. Er verließ seinen Platz nur zu den Mahlzeiten, die ihm im nahe gelegenen „Coffee House“ gereicht wurden. Zeitgenössischen Berichten zufolge fanden sich zur Mittagszeit regelmäßig Schaulustige vor dem Friedhof ein, um den Hund bei seinem täglichen Gang zum Coffee House zu beobachten, zu dem er sich jeweils nach Abfeuerung der Ein-Uhr-Kanone aufmachte. Bobby starb schließlich im Alter von 16 Jahren und wurde ebenfalls auf dem Greyfriars Kirkyard beerdigt – heimlich, weil dort eigentlich keine Tiere beerdigt werden dürfen, doch in diesem Fall wäre jeder andere Ort undenkbar gewesen.
Es ist anzunehmen, dass die ursprüngliche Geschichte von Bobbys Treue im Zuge ihrer Ausbreitung auf ihren heutigen Umfang ausgeschmückt wurde, ein altes literarisches Thema aufgreifend: Schon in Homers Odyssee wird dem Hund Argos eine ähnliche jahrzehntelange Treue zu seinem Herrn Odysseus zugeschrieben.
Der Historiker Jan Bodeson von der Universität Cardiff vertritt die These, die gesamte Geschichte sei ein Hoax zur Förderung des Tourismus. Bei dem beobachteten Hund habe es sich um zwei verschiedene Tiere gehandelt, von denen keiner jemals John Gray gehört habe.

## Bearbeitungen
Mehrere Bücher und Filme handeln von Greyfriars Bobby, darunter ein Roman von Eleanor Stackhouse Atkinson (1912) und der darauf basierende Walt-Disney-Spielfilm Greyfriars Bobby – Die wahre Geschichte eines Hundes (Greyfriars Bobby: The True Story of a Dog, 1961). Auch der Lassie-Film Lassie in Not lehnt sich an die rührende Geschichte an.
2016 schrieb der Komponist Sven Hellinghausen das Orchesterstück „Greyfriars Bobby – Die Geschichte einer bedingungslosen Liebe“ für sinfonisches Blasorchester.

## Statue
Schon kurz nach Bobbys Tod schuf der Bildhauer William Brodie 1872 eine lebensgroße Statue, die vor einem Pub vor dem Friedhof Greyfriars Kirkyard in Edinburgh dem treuen Hund ein Denkmal setzte. Weiterhin wurde vor der Kirche an der Stelle, an der Greyfriars Bobbys Grab vermutet wird, ein Grabstein mit der Inschrift „Let his loyalty and devotion be a lesson to us all“ (Lasst seine Treue und Ergebenheit uns allen eine Lehre sein) errichtet. Auch bei Friedhofsführungen des Greyfriars Bobby Walking Theatre oder des Greyfriars Kirkyard Trust wird an den Hund erinnert.